# Schloss Kreßbach

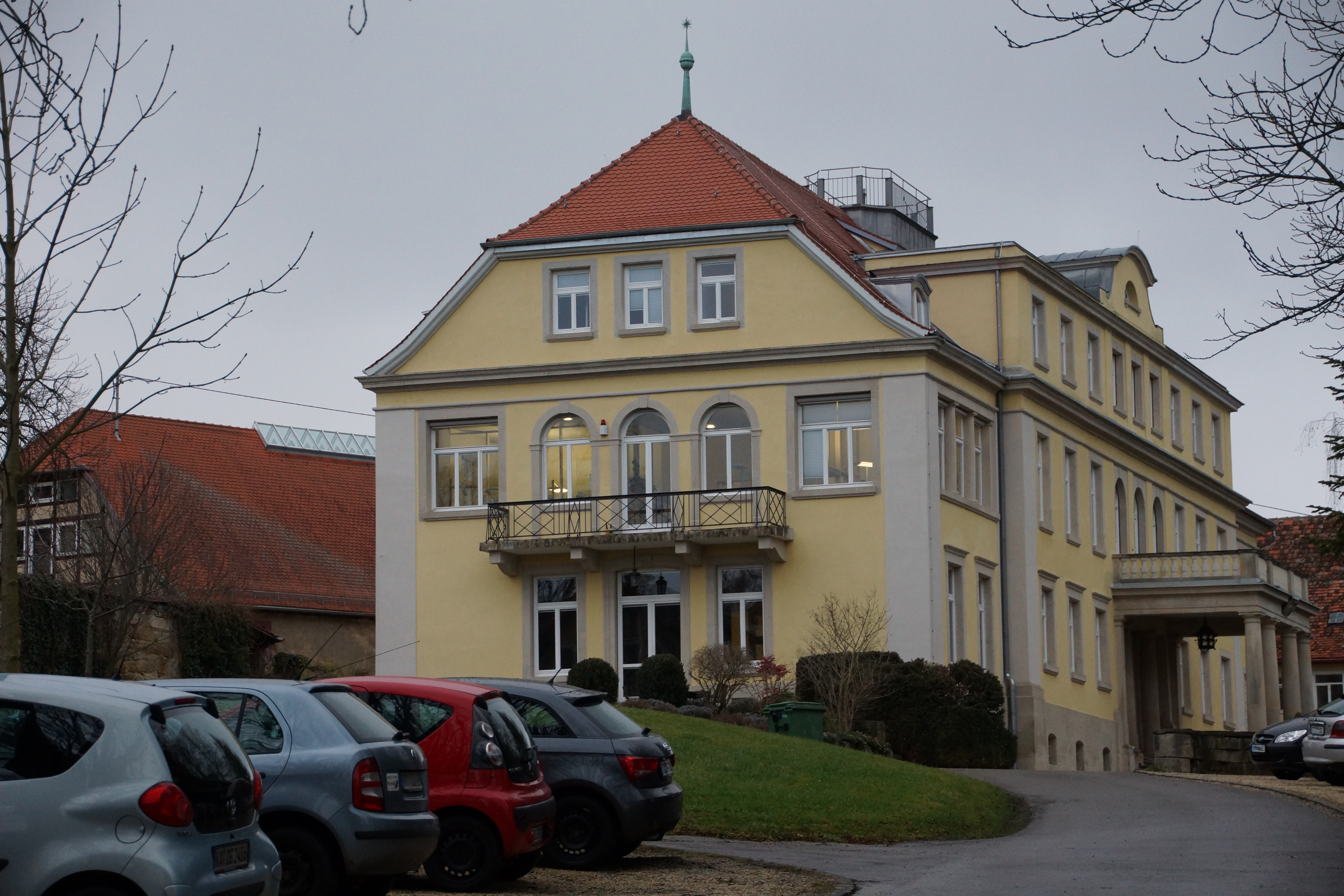
Schloss Kreßbach, 2011

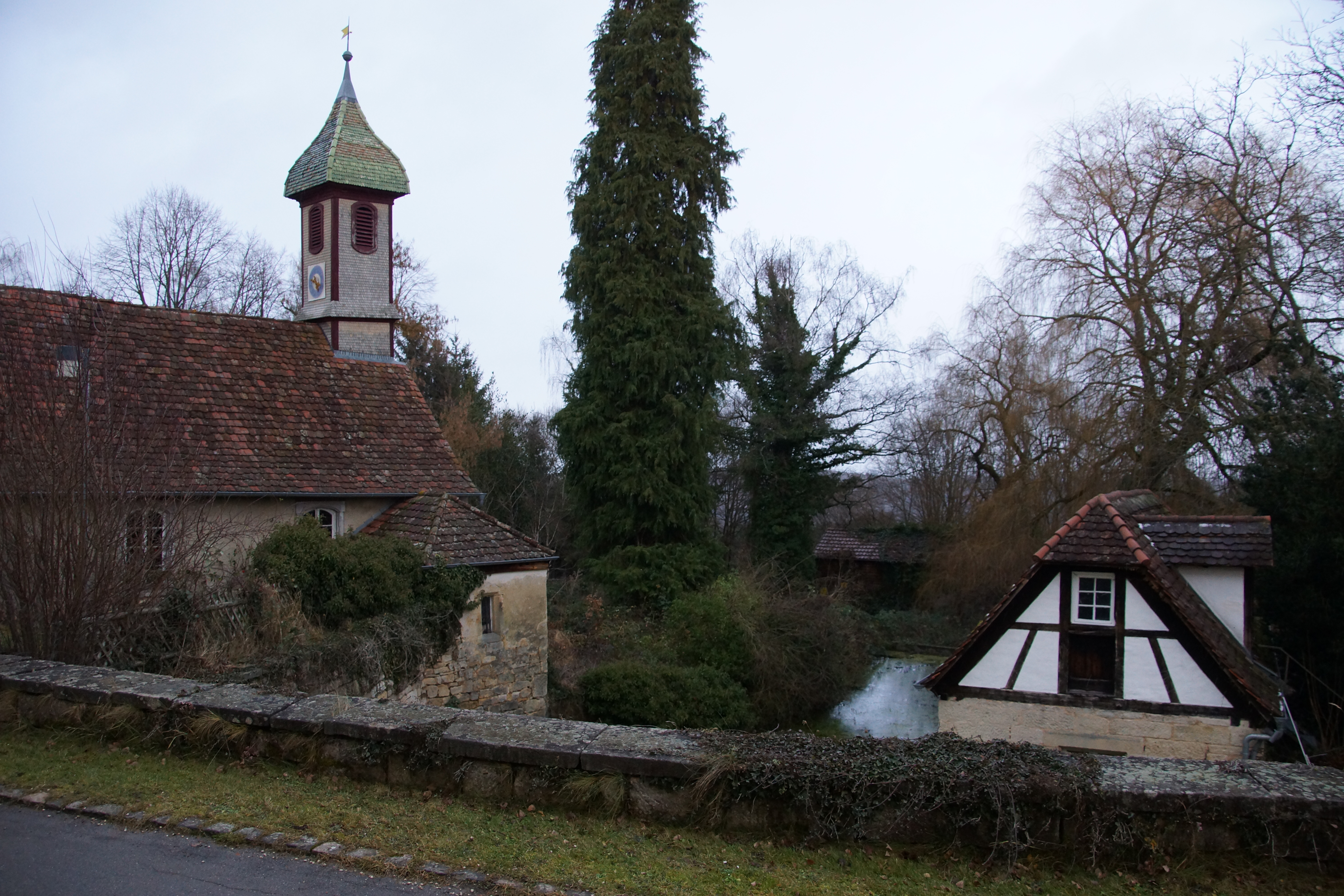
Kapelle beim Schloss Kreßbach

Das Schloss Kreßbach im zum Tübinger Stadtteil Weilheim gehörenden Dorf Kreßbach ist ein 1766/67 für die Freiherren von Saint-André errichteter Rechteckbau mit Krüppelwalmdach. Er weist einen flachen Eingangsrisalit und einen vorgesetzten Portikus mit toskanischen Säulen auf. Die Nebengebäude stammen aus dem 17. und 18. Jahrhundert. Der Schlossgarten sowie ein Rokokobrunnen aus dieser Zeit sind erhalten.
Im ehemaligen Friedhof befinden sich die Grabkapelle und ein malerisches Fachwerkhaus. Auch der Schlossgarten mit einem Rokokobrunnen ist erhalten.
Während des Zweiten Weltkriegs war dort die Landes-Luftschutzschule untergebracht.

## Heutige Nutzung
In Schloss Kreßbach ist die Zentrale der Deutschen Knochenmarkspenderdatei angesiedelt.